# زوی هکر
زوی هِکِر (عبری: צבי הקר‎؛ زادهٔ ۳۱ مه ۱۹۳۱) معمار اهل اسرائیل است.